# Comme un enfant
Albums de Spleen
She Was A Girl
(2005) Voices
(2013)
Singles
1. Love Dilemme[1]
Sortie : 2008

Comme un enfant est un album de Spleen sorti le 22 septembre 2008.

## Liste des titres
| 1.    | Comme un enfant                |                   | 1:28 |
| 2.    | Amour                          | Spleen, Gautier   | 3:37 |
| 3.    | Love Dilemme - Radio edit      | Marlon B., Spleen | 3:26 |
| 4.    | Stylo et Stéréo                | Spleen            | 4:32 |
| 5.    | Don't Look Back                | Spleen            | 3:51 |
| 6.    | Tu l'aimeras                   | Spleen, Markus    | 4:29 |
| 7.    | Peter Pan - duo avec CocoRosie | Spleen, CocoRosie | 4:47 |
| 8.    | Telle une belle rose           | Spleen            | 5:31 |
| 9.    | Junk Food                      | Spleen            | 3:34 |
| 10.   | Mama Capella                   | Spleen            | 1:38 |
| 11.   | Yaoundé                        | Spleen            | 4:11 |
| 12.   | Le Roi                         | Spleen            | 4:04 |
| 13.   | My Lie.F                       | Spleen            | 4:32 |
| 49:31 |                                |                   |      |

## Classements
| Pays          | Meilleure position |
| ------------- | ------------------ |
| France (SNEP) | 90                 |

## Historique de sortie
| Pays   | Date              | Label              | Format             | Catalogue |
| ------ | ----------------- | ------------------ | ------------------ | --------- |
| France | 22 septembre 2008 | Mercury, Universal | CD, téléchargement | 5310207   |

## Accueil critique
« Plus homogène, carré et ouvert que She was a girl, Comme un enfant prend souvent les apparences d’un simple disque de r’n’b, avec claviers synthétiques, chœurs chabada et mélodies faciles. Mais c’est du r’n’b qui n’a pas encore fichu la honte à ses parents (la soul et la pop), qui tient le concept de variété en haute estime, qui s’inscrit parfois d’une manière troublante dans le sillage des grandes œuvres du visionnaire Stevie Wonder, de ses chansons “in the key of life” ».
« Un deuxième album soul et feutré, Comme un enfant, avec des chansons coloriées du bleu de l'enfance et du noir des ciels baudelairiens. Spleen chuchote à l'oreille des mots d'amour et de colère qui flirtent plutôt pas mal avec la soul - James Brown est son idole - et quelques incontournables références gainsbouriennes ».
« Un soupçon de rap pour épicer ici, une grosse guitare rock pour appuyer un propos là, des sonorités boisées qui viennent des musiques du monde, une joliesse folk toujours présente, du slam sur « Junk Food » (avec des vrais morceaux d’humour dedans), Spleen est décidément versatile et surprenant ».